# Jardim Panorama (Morumbi)
Jardim Panorama é um bairro nobre localizado na Zona Oeste de São Paulo, Brasil, às margens do rio Pinheiros, situado no distrito do Morumbi. É administrado pela Prefeitura Regional do Butantã.
A região do bairro apresenta extrema desigualdade social, pois abriga, por um lado, o Complexo Parque Cidade Jardim junto ao Avenues São Paulo, o colégio mais caro da cidade e do país, e por outro lado, uma comunidade carente que possui o nome homônimo a ele.

## História
A história do bairro se mistura com a da comunidade do Jardim Panorama que conta atualmente com aproximadamente 1000 domicílios, ocupando um terreno íngreme com cerca de 37.654,96 metros quadrados, situado entre a avenida Magalhães de Castro e a rua Armando Petrella. Localizada na  margem  oeste  do  rio  Pinheiros a favela possui aproximadamente  mil e seiscentos  habitantes,  segundo  dados  da  Secretaria  Municipal de  Habitação  (SEHAB).  O  primeiro  registro  de  assentamento  ocorreu  no  ano  de 1957.  Além de construir ali suas habitações, as primeiras famílias também utilizavam o espaço para o cultivo de alimentos e como pastagem de animais (COHAB SÃO PAULO, 2004). 
Em meados da década de 1960, a Companhia Light passou a vender enormes extensões de terras nas imediações, para  empresas  do  setor  imobiliário.  Esse  período  marca  a  transição,  de  uma  lógica de uso dos terrenos da região baseada na economia de subsistência e no pequeno  comércio,  para  uma  lógica  ditada  pelo  mercado  imobiliário  (SEABRA, Odete,  1987,  p.  253).  Já  na  década  de  1970,  essa  passagem  estava  completa. Em artigo de 1973, Lúcio Kowarick aponta que, apesar da existência de áreas de roçado na favela, a tônica das atividades profissionais era imposta pela necessidade, na redondeza, de trabalhadores da construção civil. Dessa forma, assim  como  no  caso  das  favelas  Real  Parque  e  Paraisópolis,  a  favela  Jardim Panorama se consolidava como um dos pontos de entrada e permanência de migrantes que buscavam emprego no ramo da construção civil, devido às oportunidades  oferecidas  pelo  distrito  do  Morumbi.
Entre os anos de 1975 e 1985, houve um considerável crescimento demográfico na favela, expresso pelo adensamento na ocupação dos espaços e pela fragmentação dos lotes existentes. Cabe ressaltar que os serviços públicos básicos chegaram nessa época: o abastecimento de água em 1981 e o serviço de eletricidade em 1982, dada a pressão da demanda já consolidada na favela. A partir da década de 1990, com o aumento dos investimentos públicos e privados na região Sudoeste como um todo, a favela Jardim Panorama entrou com maior intensidade nos circuitos de valorização fundiária. Devido, fundamentalmente, à sua localização, uma série de estratégias foram colocadas em prática, com o intuito de realizar o potencial de valorização dos terrenos onde se edifica a favela,como se observará na sequência do texto. De fato, desde o começo da ocupação da favela Jardim Panorama, houve boatos que a mesma seria removida. Esses boatos  passaram  a  intensificar-se  em  meados  de  2005,  com  o  começo  da construção do empreendimento Parque Cidade Jardim. 
O megaempreendimento conta com um shopping destinado a classe AAA, além de torres residenciais de ultra-luxo, custando na época cerca de R$ 1,5 bilhão e está localizado ao lado da favela do bairro. Na festa de lançamento do empreendimento, em 2008, houve manifestação por parte dos moradores da comunidade. Neste ano, foram lançados o shopping e as torres residências (o centro comercial só viria em 2012), projetados pela construtora JHSF, especializada em empreendimentos de luxo. Pouco acessível, pois somente pode ser acessado por automóveis, é controlado por um esquema de segurança intenso, sendo constantemente criticado por urbanistas por ser um enclave fechado dentro da cidade. 

## Atualidade
Atualmente a Prefeitura propõe investir recursos da Operação Urbana Faria Lima no território para Intervenção urbanística Favela Panorama, e implantação de Ciclopassarela Real Parque Panorama.  Entretanto, Ação Civil Pública nº 1035702-69.2016.8.26.0053, que suscitou a realização de cadastro realizado por SEHAB em abril/2024, que aponta para a existência de “aproximadamente 297 famílias que serão removidas da Área dos Eucaliptos (Favela Jardim Panorama). 
Apresenta atividades socioculturais como: o Projeto Casulo, uma organização da sociedade civil (OSC) que atua com crianças, adolescentes, jovens e famílias das comunidades do Real Parque e Jardim Panorama, oferecendo atividades socioeducativas, culturais, de educação para o trabalho e interação comunitária. O Casulo oferece três programas sociais: Centro para Crianças e Adolescentes (CCA); Olhando além (Programa de Educação para o Trabalho); e Interação. Além disso, o Casulo abre suas portas para a comunidade do Real Parque fazer uso do espaço. 
O bairro se encontra muito próximo geograficamente ao Parque Linear Bruno Covas, cerca de 200 metros de distância das margens do Rio. Entretanto, o acesso seguro mais próximo é a Avenida Cidade Jardim, que pode ser feito de ônibus em 30 a 40 minutos, além de uma caminhada de 800m antes do embarque. O acesso por bicicleta é feito por um trajeto de 2,9 km, sem nenhum tipo de estrutura cicloviária, e o acesso a pé por um trajeto de 2,9 km, cerca de 37 minutos. 
Abriga uma das 10 maiores mansões da cidade, pertencente ao empresário Kiyoteru Yonamine, ligado à indústria alimentícia Panco  - residência 3.582 metros quadrados de terreno e 3.835 metros quadrados de área construída, valor estimado de R$ 24 milhões e um IPTU de R$ 171 mil reais.
No ano de 2022 foi lançado um documentário sobre a comunidade do bairro.
Em 2024 em um ranking feito pelo jornal O Estado de São Paulo o bairro apresentava uma rua entre os 10 maiores metros quadrados do país para compra de imóveis: Rua Armando Petrella (R$ 42.165) - 8° lugar e para aluguel de imóveis a via é a terceira da cidade (R$ 183,00). No mês de abril do mesmo ano pesquisadores descobriram o sítio arqueológico mais antigo da capital paulista, localizado no bairro. A 'indústria da pedra lascada' tem vestígios da vida humana que remetem entre 3.800 e 820 anos atrás. Embora o local tenha sido explorado pela primeira vez em 1964, sua datação só foi possível recentemente, após profissionais da Universidade de São Paulo (EACH-USP) e da empresa Zanettini Arqueologia que analisarem amostras de carvão, rochas e solo. O local voltou a ser escavado em 2022 a pedido do Instituto do Patrimônio Histórico e Artístico Nacional (Iphan); uma condição para que fosse autorizado a construção de um empreendimento de imóveis residenciais no local — hoje uma área particular. 